# Regole d'onore
Regole d'onore (Rules of Engagement) è un film del 2000 diretto da William Friedkin, con protagonisti Tommy Lee Jones e Samuel L. Jackson.

## Trama
1968, Vietnam. Dopo un'azione di avanzata finita male, il tenente Hayes Hodges perde i suoi marines e viene ferito; per bloccare un bombardamento di mortai sulla sua posizione, il suo compagno di squadra, il tenente Terry Childers, minaccia un ufficiale nordvietnamita prigioniero e lo intimidisce giustiziando un altro prigioniero; ottenuto il suo scopo, risparmia l'ufficiale e va a salvare Hodges.
1996. Dopo la guerra, Hodges è passato al JAG perché le ferite riportate lo rendevano inabile al servizio attivo, ed ora sta per ritirarsi col grado di colonnello e 28 anni di carriera come avvocato; alla festa di prepensionamento c'è anche Childers diventato colonnello, ora comandante di una Unità di Spedizione dei Marines.
L'unità di Childers parte per l'Asia sudoccidentale, dove è stata assegnata a un Gruppo di Risposta Anfibia che viene inviato in Yemen, per evacuare l'ambasciatore americano sul posto; fuori dell'ambasciata si tiene l'ennesima manifestazione antiamericana da parte della popolazione locale, ma a un certo punto la cosa degenera in lanci di sassi, bombe Molotov e spari; Childers scorta l'ambasciatore Mourain e la famiglia a un elicottero e intanto recupera la bandiera; i marines finiscono sotto fuoco pesante proveniente da cecchini sui tetti, e tre uomini muoiono; a questo punto Childers ordina di aprire il fuoco sulla folla, e la sparatoria provoca 83 morti fra irregolari yemeniti e civili, compresi dei bambini; i marines restanti e il personale dell'ambasciata si salvano.
Bill Sokal, Consigliere alla Sicurezza Nazionale, fa pressione sulle forze armate per mandare alla corte marziale Childers; egli spera così di ottenere un ammorbidimento delle relazioni americane in Medio Oriente, incolpando Childers di tutto. Il colonnello chiede al suo vecchio amico Hodges di assumere la sua difesa, e questi accetta seppure con riluttanza. Il colonnello Hodges rifiuta un patteggiamento offerto dall'avvocato dell'accusa, il maggiore Biggs, che è convinto della colpevolezza di Childers ma personalmente rifiuta di considerare la pena di morte. Usando meglio che può il poco tempo concesso per preparare una difesa, Hodges va in Yemen per raccogliere le testimonianze; polizia e manifestanti sostengono che i marines hanno sparato per primi su una folla disarmata; tra le rovine dell'ambasciata Hodges trova una videocamera della sicurezza non danneggiata e audiocassette sparse.
Tornato negli Stati Uniti, Hodges affronta Childers accusandolo di aver mentito, perché non ci sono prove a sostegno della sua versione dei fatti; spinti anche da vecchi rancori sopiti, i due si picchiano a vicenda prima di calmarsi. Il consigliere Sokal distrugge una videocassetta che mostra la verità sulla sparatoria, poi costringe l'ambasciatore a mentire pubblicamente; Mourain dichiara alla sbarra che la folla era pacifica, che Childers ha ignorato i suoi ordini e si è comportato in modo violento e irrispettoso verso lui e la sua famiglia; incontratosi con la signora Mourain, Hodges scopre che Childers si è comportato dignitosamente, ma la donna rifiuta di testimoniare; il capitano Lee dell'unità comandata da Childers non è in grado di testimoniare d'aver visto spari partire dalla folla; un dottore yemenita che era tra i dimostranti testimonia che le cassette trovate da Hodges sono propaganda antiamericana che incita alla violenza, ma dichiara che la protesta era pacifica.
Hodges chiama Sokal a testimoniare e presenta come prova un manifesto di carico secondo cui la videocassetta della telecamera non danneggiata (quella che Sokal ha bruciato perché assolveva Childers) è stata spedita al suo ufficio ma poi è scomparsa; chiamato sul banco dei testimoni, Childers spiega che è stato l'unico sopravvissuto di quelli che avevano visto la folla armata; ma nel controinterrogatorio il maggior Biggs intrappola il colonnello nell'ammettere di aver sbagliato a scegliere le parole quando ha dato l'ordine; Childers perde le staffe e dichiara che non sacrificherebbe mai le vite dei suoi uomini per accontentare tipi come Biggs, pentendosi dopo con Hodges della sfuriata inutile. A questo punto l'accusa chiama alla sbarra il colonnello Binh Le Cao, l'ufficiale risparmiato da Childers in Vietnam, a testimoniare che Childers giustiziò un prigioniero di guerra disarmato; però nel controinterrogatorio Cao concorda che Childers commise quelle azioni per salvare i suoi uomini, e che lui avrebbe fatto lo stesso se le circostanze fossero state invertite.
Dopo la fine del dibattimento, Hodges affronta Sokal sulla cassetta mancante e promette che scoprirà la verità. La giuria condanna Childers per violazione della pace (un'accusa minore) ma lo assolve su quelle gravi (condotta indegna per un ufficiale e omicidio); Biggs avvicina Hodges per investigare sulle azioni di Childers in Vietnam, ma Hodges rifiuta di testimoniare; mentre lasciano il tribunale, Cao e Childers si salutano militarmente a vicenda.
L'epilogo rivela che Childers si è congedato con onore, mentre Sokal e Mourain hanno perso i rispettivi incarichi: il primo è stato condannato per distruzione di prove, il secondo per spergiuro.

## Critiche
Il Comitato Arabo-Americano contro la Discriminazione ha dichiarato che "probabilmente si tratta del film più razzista contro gli arabi mai prodotto a Hollywood".
Il regista William Friedkin, tuttavia, ha respinto le accuse che il film sia di stampo razzista:
(William Friedkin)

## Location
Le scene di azione sono state girate in Marocco, e precisamente nella kasbah della città di Ouarzazate.